# Peugeot Type 7
La Peugeot Type 7 est un modèle d'automobile fabriqué par le constructeur français Peugeot à 25 exemplaires entre 1894 et 1897. Il s'agit d'un phaéton motorisé par un moteur Daimler 2 cylindres en V d'une cylindrée de 1 282 cm3.